# Ithaka Darin Pappas

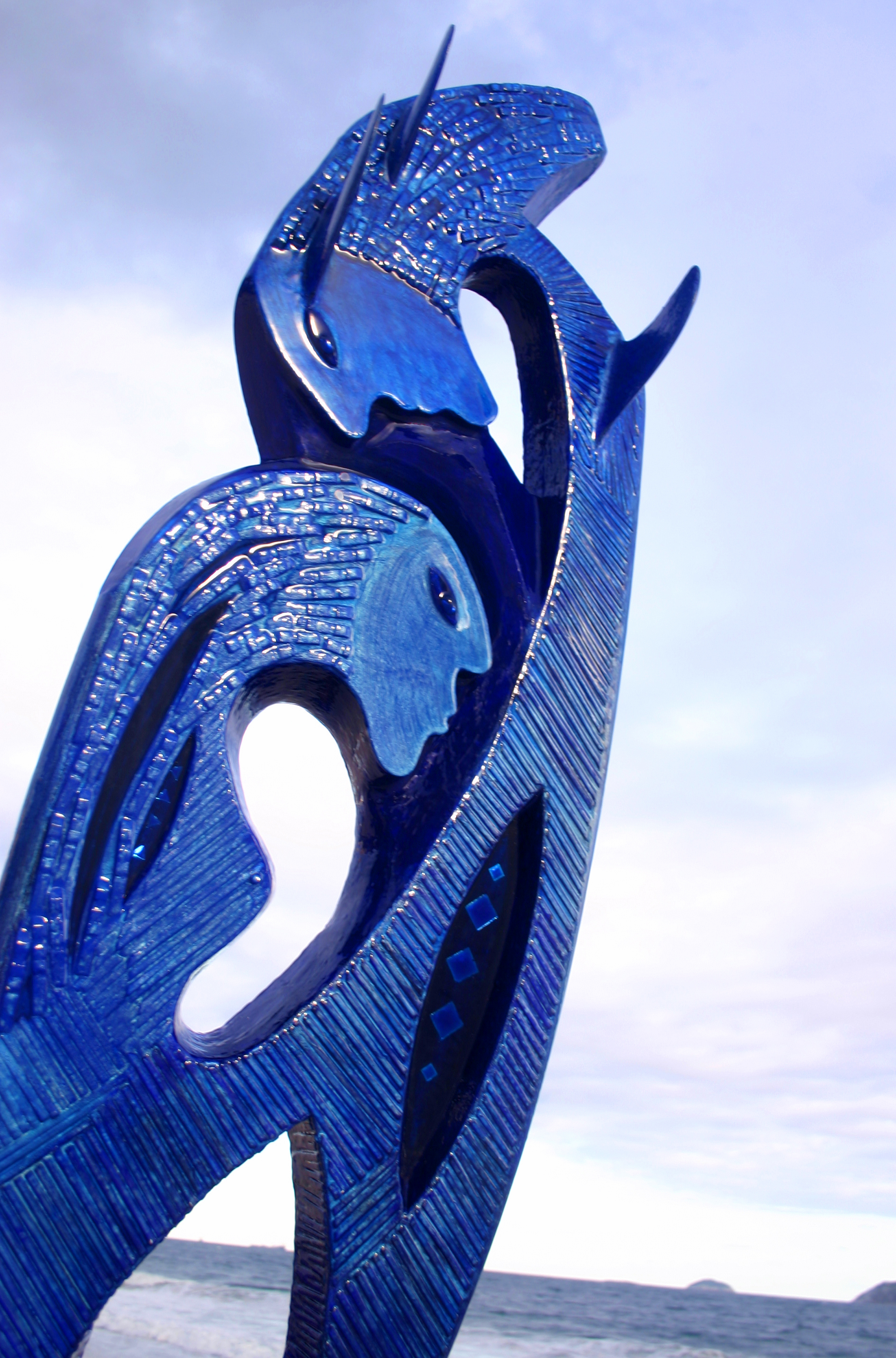
"Soulmates From Atlantis", uma escultura de 2007 de Ithaka

Ithaka Darin Pappas (Los Ángeles, California; 8 de julio de 1966), conocido simplemente como Ithaka es un artista plástico, fotógrafo, compositor, cantante, artista de hip hop, escritor, poeta, productor de discos y surfista estadounidense de origen griego. Ithaka nació y se crio en el sur de California, pero más tarde se estableció en Japón, Grecia, Portugal, Brasil y México. El artista reside actualmente en California.
En Lisboa grabó sus dos primeros discos de hip hop, "Flowers And The Color Of Paint" y "Stellafly". Su canción, "Escape From The City Of Angels", apareció en la banda sonora para la película de Columbia Pictures, "The Replacement Killers". También fue el letrista / vocalista de canción, So Get Up, el #1 Hit, más frecuentemente acreditada a Cosmic Gate y Underground Sound Of Lisbon. Ya partir de 2016 considerado globalmente como la a cappella más sampled en la historia musical.

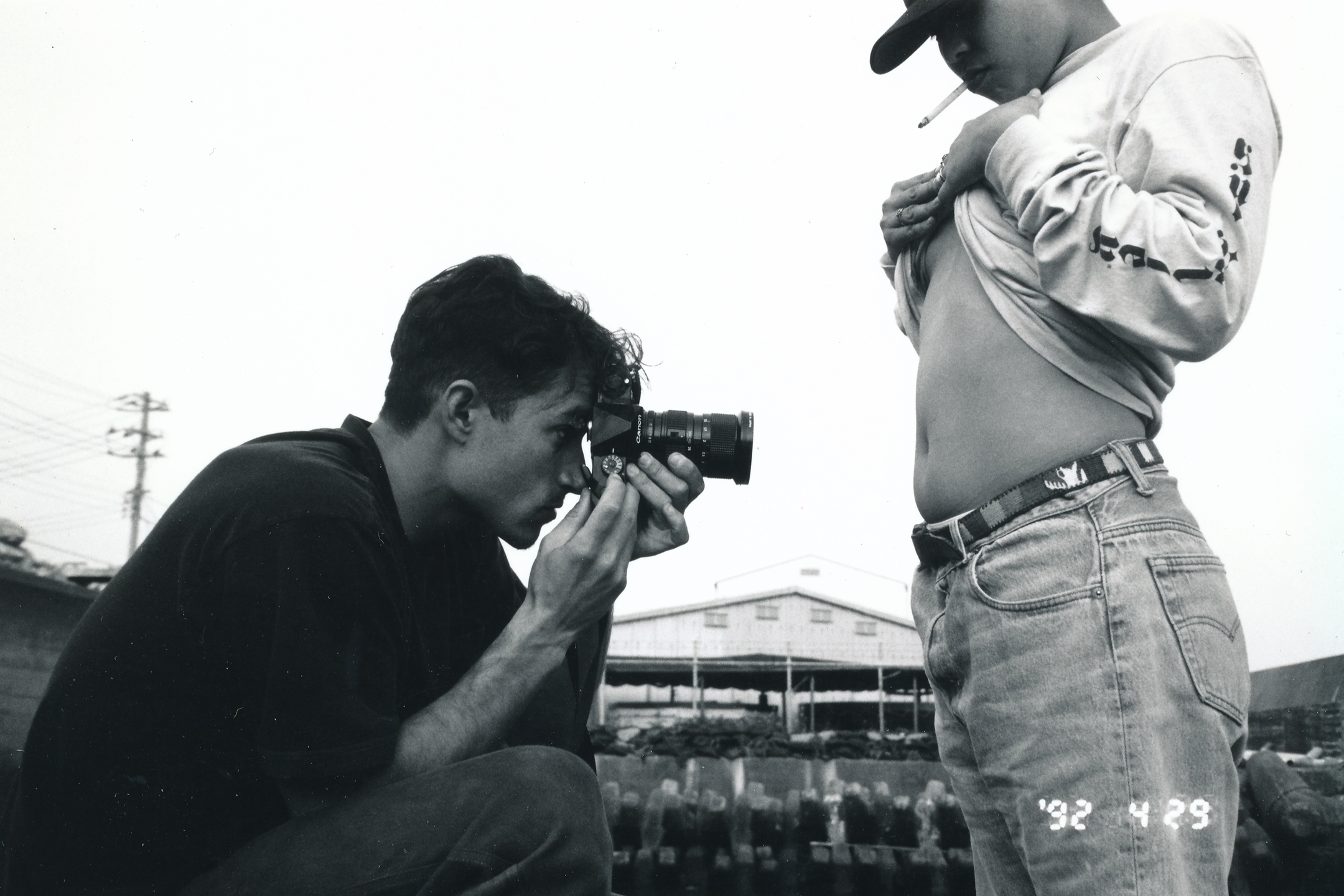
Ithaka, em 29 de abril de 1992, na província de Awa-Kamogawa Chiba, Japão, trabalhando em sua série de fotografías de retratos de umbigo "Umbilicus".

Durante sus años de actividad en Portugal, proyectos musicales de la artista fueron nominados para un total de nueve premios Blitz (el equivalente portugués de los premios Grammy incluyendo); Mejor Álbum ("Flowers And The Color Of Paint" en 1995 y Stellafly en 1997) y Mejor Vocalista Masculino (en 1995 y 1997). Además, el periódico nacional de prestigio, Público adjudicó su liberación 1997 Stellafly como "Álbum del Año" y considera su canción más popular de ese registro Seabra Is Mad" ya que tanto la "Canción del Año" y "Video del Año". En un extremo de la década artículo retrospectiva sobre la música portuguesa, Público también se refirió a su álbum debut ""Flowers And The Color Of Paint" como uno de los diez discos más influyentes del país de los años 1990.

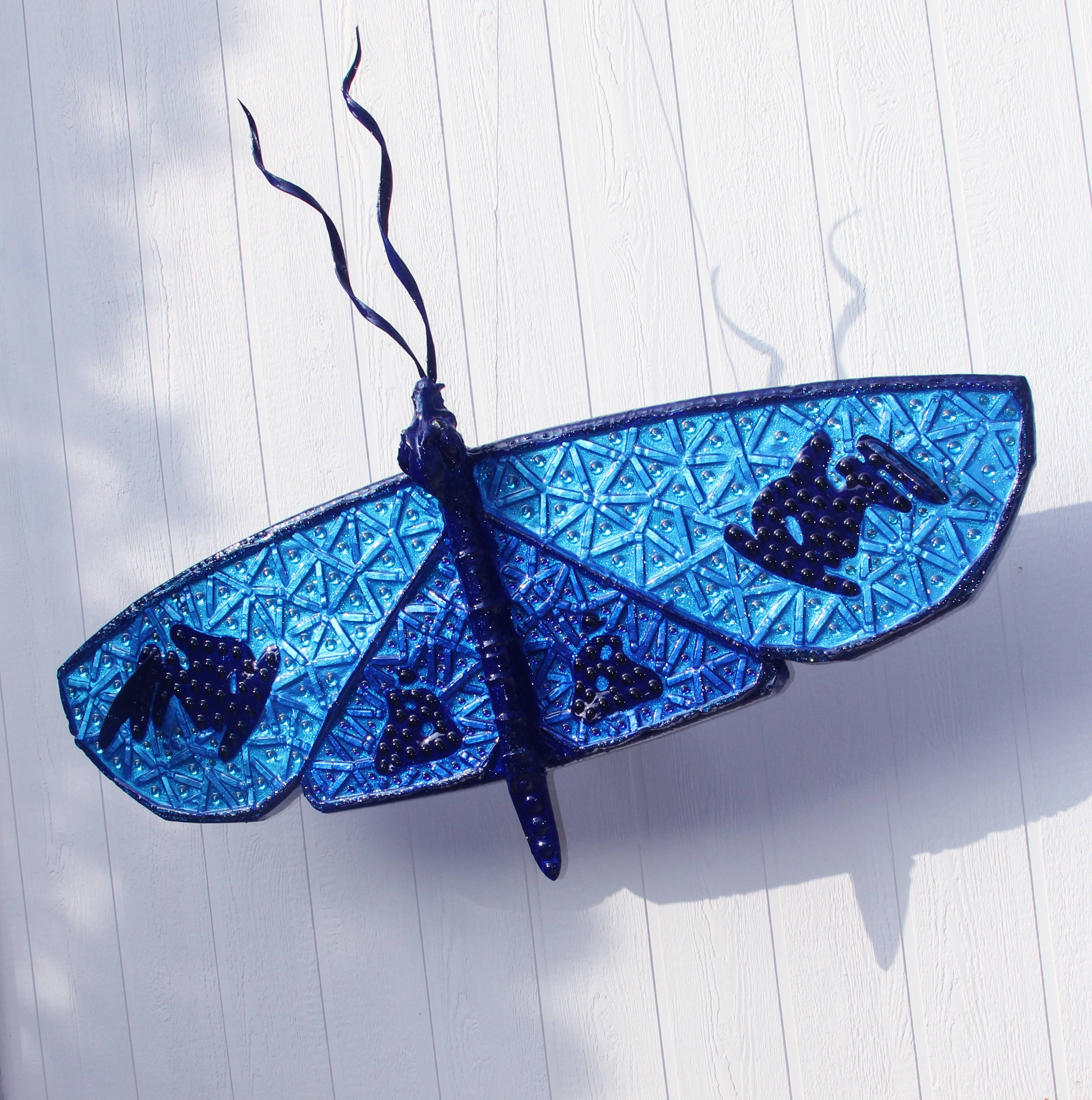
"Bucerius Palus Tinea", una escultura (de tabla de surf reciclada de Ithaka) de la serie Aliens Of AkahtiLândia (2015)

## Ithaka yN.W.A.
Tal vez el más publicado (y reeditado) obras fotográficas comerciales por Ithaka Darin Pappas, son sus primeras imágenes de grupo NWA (Los miembros del grupo eran: Dr. Dre, Ice Cube, Eazy-E, MC Ren, DJ Yella) . Pappas trabajó para su sello discográfico Priority Records entre los años de 1988 a 1991 y documentado casi toda la vida útil del grupo, desde sus inicios oscuros South Central Los Ángeles a su desmontaje. Ha fotografiado NWA más que cualquier otro fotógrafo individual. Las imágenes de estas primeras sesiones, en, que cuenta con los cinco miembros del proyecto fotografiado sobre un fondo blanco en el propio departamento de Ithaka en Los Ángeles, ha sido impreso en la revista Rolling Stone, Q (revista) (Reino Unido), Revista Blitz (Portugal), etc., y fue utilizado como escenario principal para todo el segmento de la NWA en la ceremonia de inducción de Salón de la Fama del Rock and Roll en 2016 Brooklyn, Nuevo York. Esa misma imagen también aparece en el documental de 2016 de HBO, The Defiant Ones, sobre Dr. Dre y Jimmy Iovine dirigida por Alan Hughes.

## Exhibiciones Individuales (escultura, pintura, fotografía)
- 1990 Universidad Pepperdine - Los Ángeles, California (escultura)
- 1992 Galeria YMA - Tokio, Japón (escultura, fotografía)
- 1995 Universidade Moderna - Lisbon, Portugal (escultura)
- 1996 IPJ: Instituto Portuguesa Da Juventude "UMBILICUS"- Lisbon, Portugal (fotografía)
- 1998 Galeria Ze Dos Bois "Quality Time: Part One" - Lisboa, Portugal (foto, text, performance)
- 2000 International Surfing Museum - Huntington Beach, California (escultura)
- 2007 Galeria WOA: Way Of Arts - Estoril, Portugal (escultura)
- 2008 Clash - Lisboa, Portugal  (escultura)
- 2010 Galeria Alma Do Mar - São Paulo, Brasil (escultura. photography)
- 2010 The Camp - Costa Mesa, California (escultura, fotografía)[17]
- 2011  Nike Posto 5.0 - Río de Janeiro, Brasil (escultura)[18]
- 2012  Galeria WOA: Way Of Arts (escultura, video y fotografía) - Cascais, Portugal[19]
- 2013 The Town Hall at Hurley International en Costa Mesa, California (escultura, pintura)
- 2015   F+ Gallery in Santa Ana (California) - "Aliens Of AkahtiLândia" (escultura, fotografía, pintura)[20]

## Discografía
- 1993 So Get Up 1993 (The End Of The Earth Is Upon Us) e.p. (Embryo Entertainment)[21]
- 1995 Flowers And The Color Of Paint - disco de larga duración Fonomusic[7]
- 1997 Stellafly - disco de larga duración EMI[22]
- 2001 Somewhere South Of Somalia - disco de larga duración[23]
- 2004 Recorded In Rio - disco de larga duración (Sweatlodge Records)[24]
- 2007 Saltwater Nomad - disco de larga duración (Sweatlodge Records)[25]
- 2010 Fishdaddy Flashbacks - disco de larga duración (Sweatlodge Records)[26]
- 2013 Voiceless Blue Raven: Volume One - disco de larga duración (Sweatlodge Records)[27]
- 2017 So Get Up & The Lost Acapellas - disco de larga duración[28]

## Exposiciones Colectivas (escultura, pintura, fotografía)
- 2018 MAC - Musee d'Art Contemporain (Marseille, Francia)[29]
- 2019 The Anneberg Space For Photography[30]
- 2020 Centro Internacional de Fotografía (New York) curada por Vikki Tobak[31]

## Colaboraciones Musicales
- 1994 Underground Sound of Lisbon – "So Get Up" (Ithaka: letras y voces)
- 1996 Marta Dias – "Look To The Blue", "Learn To Fly" (Ithaka: letras y voces)
- 1996 Red Beans – "Sunny The Bunny", "Sushi-Pack Subway", "Return To The City Of Angels" (Ithaka: letras y voces)
- 1996 Cool Hipnoise – "Hidden By The Sea"" (Ithaka: letras y voces)
- 1997 General D – "Ekos Do Passado" (Ithaka: letras y voces)
- 1998 Tejo Beat – "The Day Was Hot" (Ithaka: letras y voces). Producido por Mario Caldato, Jr.
- 1998 More Republica Masonica – "Grounded Song" (Ithaka: letras y voces)
- 1998 Mind Da Gap – "Intro" (Ithaka: letras y voces)
- 2000 Primitive Reason – "The Day Will Come", "I'm The Man Who Got No Plan" (Ithaka: letras y voces)
- 2005 Cartell 70 – "In the Name of Religion" (Ithaka: letras y voces)[32][33]
- 2007 DJ Vibe – "You" (Ithaka: letras y voces)[34]
- 2008 Pan Electric – "Someone, Somewhere" (Ithaka: letras y voces)
- 2011 Si Brad – "20 Years" (Ithaka: letras y voces)[35] (Toko Records-U.K.)
- 2011 Paul Mandaca – Eden by The Sea / CD album (Ithaka: letras)[36]
- 2013 Cyncy – "Sometimes Life Gets In The Way" (Producido por Ithaka)[37] (Sweatlodge)
- 2013 Cosmic Gate – "So Get Up" (Ithaka: letras y voces)[38]
- 2020 Armando Mendes "This Life's All We Got" Armando Mendes con Ithaka (Ithaka: letras y voces) Turquoise Records[39][40]
- 2020 Ana Mariano "Plastic Wings" Ana Mariano con Ithaka (Ithaka: letras y voces)[41][42]